# Neptis kaumba
Neptis kaumba är en fjärilsart som beskrevs av Condamin 1966. Neptis kaumba ingår i släktet Neptis och familjen praktfjärilar. Inga underarter finns listade i Catalogue of Life.